# Brachyunguis calligoni
Brachyunguis calligoni är en insektsart. Brachyunguis calligoni ingår i släktet Brachyunguis och familjen långrörsbladlöss. Inga underarter finns listade i Catalogue of Life.